# Tretji lateranski koncil
Tretji lateranski koncil oziroma vesoljni cerkveni zbor je potekal  od 5. marca - 19. marca 1179 v Lateranu kot enajsti ekumenski koncil. Sklical ga je in mu predsedoval Papež Aleksander III.. Navzočih je bilo 1000 prelatov, med njimi 302 škofa.

## Zgodovina
Vladavina papeža Aleksandra III. je bila ena najbolj dejavnih pontifikatov v srednjem veku. 
Podobno kot 1139, je bilo treba popraviti hude posledice, ki jih je povzročil razkol protipapežev. Kmalu potem, ko se je vrnil v Rim 12. marca 1178 in so mu meščani prisegli zvestobo ter zagotovili najnujneše varnostno jamstvo, je doživel Aleksander zadoščenje, da se mu je podvrgel protipapež Kalist III. (John de Struma – Janez Strumški). Tega je oblegal in porazil pri Viterbu Kristjan Mainški, nakar je pri Tusculumu izrazil svojo predajo papežu Aleksandru 29. avgusta 1178. Papež ga je sprejel prijazno in ga določil za upravnika Beneventa. Nekateri njegovi privrženci pa se niso vdali in so ga hoteli nadomestiti z izvolitvijo novega protipapeža v osebi Landa Sitina pod imenom Inocenc III.. Zaradi pomanjkanja podpore je kmalu obupal in se vdal ter so ga odrinili v samostan La Cava. 

Septembra 1178 je papež v skladu z beneškim mirovnim sporazumom sklical vesoljni cerkveni zbor v Lateranu za naslednji post in s tem namenom razposlal poslance po raznih deželah. To je bil enajsti ekumenski koncil, ki se je sestal v marcu 1179. Predsedoval mu je papež sedeč na visokem prestolu obdan s kardinali, prefekti, senatorji in rimskimi konzuli.

## Vsebina
Osrednja tema koncila je bila okrepitev cerkvene edinosti ter odprava posledic razkola zaradi protipapežev, ki jih je vsilil Friderik Barbarossa v letih 1159-78. 

Pomembna tema je bila tudi utrditevin cerkvene discipline, ki je po mnenju koncilskih očetov začela popuščati. Mnoge določbe tega koncila so ponavljanje določb prejšnjega, Drugega lateranskega koncila. 

Takratne herezije so poudarjale krščansko uboštvo in preprostot. Zato najdemo med kanoni pozive k skromnosti škofov in drugih cerkvenih dostojanstvenikov v zvezi z uživanjem nadarbin, ki so jih nekateri nezmerno kopičili. 

Daljnosežne posledice je imel zlasti 27. kanon, v katerem je koncil obsodil katare in njim podobna heretična gibanja. Po letu 1140 se je katarstvo razširilo po vsej zahodni Evropi, največ moči pa dobilo v severni Italiji in južni Franciji.
Katari so zavračali češčenje svetnikov in odpustke, zametali prisego in vojaško službo, od zakramentov pa so priznavali le krst, evharistijo in pokoro. Najhujše nasprotovanje so si nakopali s trditvijo, da vidna zgodovinska Cerkev ni potrebna za zveličanje.

### Potek vesoljnega cerkvenega zbora
Zbor je štel 302 škofa, med njimi več vzhodnih latinskih prelatov. Skupaj je bilo zbrano okrog tisoč koncilskih očetov. Opat Nektarij (Nectarius) iz Cabules-a je zastopal Grke.  Vzhod so zastopali nadškof Viljem iz Tira in Heraklij (Heraclius) iz Cezareje, prior Peter od Božjega groba ter betlehemski škof. Španija je poslala 19 škofov, Irska 6, Škotska enega, Anglija 7, Francija  59, Nemčija 17, Danska in Madžarska po enega. 

Papež je med koncilom posvetil dva angleška in dva škotska škofa; eden od njiju je prišel samo z enim konjem, drugi pa peš. Navzoč je bil tudi Islandski škof, ki ni imel drugih dohodkov kot mleko od treh krav; ko mu je ena poginila, mu jo je škofija nadomestila z drugo.
Tretji lateranski koncil je potekal torej v Lateranski palači od 5. do 19. marca 1179 pod predsedstvom papeža Aleksandra III. ob navzočnosti tisoč koncilskih očetov: škofov in opatov. Seje so bile 5., 14. in 19. marca. Katoliška Cerkev ga šteje za enajsti ekumenski koncil oziroma vesoljni cerkveni zbor. V 27 kanonih je koncil obnovil razne disciplinske določbe prejšnjih koncilov ali pokrajinskih sinod. Posebej je določil, da mora kandidat za papeža dobiti dvotretjinsko večino. Pozval je tudi na odpravo herezij, celo na križarsko vojno zoper katare v južni Franciji. To je bila prva križarska vojska zoper kako krščansko herezijo; doslej so namreč podvzemali križarske vojne le zoper muslimane oziroma Saracene.

## Določbe – kanoni
Po sejah 5., 14. in 19. marca 1179 so koncilski očetje sprejeli naslednjih 27 kanonov:
- 1.kanon:

Papeža lahko volijo le kardinali; za sklepčnost je potrebna dvotretinjska večina glasov. 
- 2.kanon:

Neveljavne so posvetitve, ki sta jih podelila protipapeža Viktor IV. in Kalist III.. 
- 3.kanon:

Škofovsko posvečenje je mogoče prejeti šele s starostjo 30-ih let.
- 4.kanon:

Določa gornjo mejo premoženja klerikov in jih poziva k zmernosti pri odmeri davkov in taks.
- 5.kanon:

Škof mora vzdrževati posvečenega duhovnika, ki nima nadarbine. 
- 6.kanon:

Določa spoštovanje rokov glede trajanja izobčenja, kakor tudi pri pritožbah na sodbo. 
- 7.kanon:

Prepovedano je poviševanje pristojbin za pogrebe, poroke in podeljevanje drugih zakramentov. Ne smejo se uvajati novi davki; obstoječih ni dovoljeno dvigati. 
- 8.kanon:

Prepoveduje podeljevanje pravice do nadarbine, dokler je le-ta še zasedena. Ko se izprazni, jo mora v roku šestih mesecev podeliti škof, drugače pa stolni kapitelj.
- 9.kanon:

Cerkvena meniška redova templjarjev in ivanitov sta podrejena škofovski oblasti; zaradi zlorab izgubita nekatere privilegije.
- 10.kanon:

Menihi ne smejo posedovati zasebne lastnine; sprejem v samostan je brezplačen. 
- 11.kanon:

Prepoveduje duhovnikom priležništvo in grozi z odvzemom nadarbine, zaprtjem v samostan ali prevodom v laiški stan tistim, ki bi se s tem pregrešili. Škofijskim duhovnikom so prepovedani nepotrebni obiski v ženskih samostanih.
- 12.kanon:

Prepovedano je klerikom od subdiakona naprej, kakor tudi nosilcem nižjih redov, ki živijo od njihove nadarbine, da bi se zaposlili kot odvetniki na sodišču ali kot zakoniti skrbniki. 
- 13.kanon:

Prepovedano je klerikom kopičenje nadarbin; nosilci cerkvenih služb so dolžni bivati v kraju službovanja. 
- 14.kanon:

Posvetne osebe ne smejo podeljevati duhovnih služb niti pobirati desetine za osebe, ki so zapadle izobčenju.
- 15.kanon:

Prepovedana je odtujitev cerkvenega premoženja in prenos upravljanja cerkvene škofovske jurisdikcije na tako imenovane dekane. 
- 16.kanon:

Manjšina nima pravice preprečiti odločitev večine glede umeščanja; proti tej odločitvi se ni mogočee pritožiti. 
- 17.kanon:

Škof ima v spornih zadevah zadnjo besedo pri določanju kandidatov za nadarbino, kakor tudi cerkvenih pokroviteljev.
- 18.kanon:

Pri stolnicah in samostanih je treba postaviti učitelje, ki bodo klerike in revne šolarje poučevali zastonj. 
- 19.kanon:

Obsoja napade posvetnih oblasti na Cerkev, ki so hujši kot faraonovi pri izhodu iz Egipta; obsoja zaseganje cerkvenega premoženja za plačevanje vojaških podvigov. 
- 20.kanon:

Prepoveduje izvajanje viteških dvobojev; kdor v takem dvoboju izgubi življenje, se mu odreče cerkveni pogreb. 
- 21.kanon:

Poostri predpise za »Mir Božji«, ki mora trajati od srede zvečer do ponedeljka zjutraj; v celotnem božičnem in postnem času vse do Bele nedelje. 
- 22.kanon:

Zahteva varnost za potujoče duhovnike, romarje, trgovce in kmete na njihovi poti do njiv skupaj z njihovo živino in oprostitev od mitnine, za kar ni treba kraljeve potrditve.
- 23.kanon:

Dovoljuje postavljanje cerkva in duhovniških ustanov, ki bodo skrbele za gobavce.
- 24.kanon:

Prepoveduje prodajo orožja Saracenom; prepoveduje kristjanom, da bi sodelovali na saracenskih gusarskih ladjah, napadali sami krščanske ladje ali ropali krščanske brodolomce.
- 25.kanon:

Strogo so prepovedane obresti; duhovniki, ki bodo podpirali oderuhe, bodo takoj izobčeni.
- 26.kanon:

Prepoveduje Judom in Saracenom, da bi za nego svojih otrok ali za opravljanje drugih del uporabljali v svoji hiši krščanske sužnje. Kdor stanuje v njihovih hišah, bo izobčen. Jude je treba trpeti zaradi človekoljubnosti. Spreobrnjence pa mora svetna oblast ščititi v njihovih premoženjskih pravicah. 
- 27.kanon:

Izobčuje katare,  in podobna gibanja kaor tudi njihove varuhe. Proti njim poziva kristjane na križarsko vojno; udeležencem bo skrajšan čas pokore in uživajo posebno papeško varstvo. 